# Зелёный Клин (Стародубский район)
Зелёный Клин —   упразднённый в 2010 году посёлок на территории Стародубского муниципального округа Брянской области России. На год упразднения входил в Мохоновское сельское поселение Стародубского района Брянской области.

## География
Находился в южной части региона, вблизи деревни Покослово, у небольшого водотока Катовка, запруженного к северу от посёлка

## История
В 2010 году три населённых пункта Мохоновского сельского поселения (Вишневский, Зелёный Клин и Лосинец) официально были исключёны из учётных данных.

## Транспорт
Просёлочная дорога от соседнего Покослово. 